# Сойниця
Сойниця (пол. Sojnica) — лісова осада (селище) у Польщі, розташоване в Люблінському воєводстві Томашівського повіту, ґміни Рахане.